# Lengthi, Aland
Lengthi là một làng thuộc tehsil Aland, huyện Gulbarga, bang Karnataka, Ấn Độ.